# جوزپه تونانی
جوزپه تونانی (ایتالیایی: Giuseppe Tonani; ۲ اکتبر ۱۸۹۰ – ۱ اکتبر ۱۹۷۱) وزنه‌بردار اهل ایتالیا بود.
وی در مسابقات کشوری و بین‌المللی در مجموع برندهٔ ۱ مدال طلا شده‌است.